# Fath Allah Imad al-Mulk
Darya Khan, més conegut pels seus títols de Fath Allah Imad al-Mulk (? - 1510) fou un sobirà de l'Índia fundador de la dinastia dels imadshàhides de Berar.
Era un indi kanarès de casta braman que el 1423 fou fet presoner per Khan-i Djahan, general del sultà bahmànida a la regió de Berar. Fou incorporat a la seva guàrdia personal i per la seva capacitat i les seves habilitats militars fou promogut a diversos rangs superiors. Es va convertir a l'islam dins de la tendència sunnita. A la mort del seu amo i general, Fath Allah se'n va anar a la cort de Bidar on mercès a la intervenció del primer ministre Khwadja Mahmud Gawan va rebre el títol d'Imad al-Mulk que li va concedir Muhammad Shah Bahmani II (1463-1482).
El 1471 fou nomenat governador de Berar, és a dir el lloc del seu antic amo Khan-i Djahan. La primera expedició que va fer fou contra el raja Vidjai Singh de Viragah, fortalesa que va conquerir després d'un setge de sis mesos, obligant al sobirà derrotat a abandonar la seva residència ancestral i els seus tresors; el 1472 va fer una expedició contra Belgaum que fou conquerida i cedida en jagir al primer ministre Mahmud Gawan que l'acompanyava en l'expedició (també l'acompanyava Yusuf Adil Khan, fundador de la dinastia dels adilshàhides de Bijapur).
El 1481 Mahmud Gawan fou executat acusat de traïció i Imad al-Mulk es va sentir en perill i va mostrar els primers signes de desafecció però Muhammad Shah II Bahmani li va donar garanties i el va confirmar com a governador, i va romandre encara uns anys lleial al sobirà de Bidar. El 1482 va pujar al tron Mahmud Shah II Bahmani, de només 12 anys, que el va ascendir al rang de ministre (wazir) en recompensa per la seva participació en la matança d'estrangers (ghariban) que en termes polítics eren els partidaris del governador de Bijapur Yusuf Adil Khan. Amb el rang de wazir, i donada la minoria del sobirà, el dakhni Nizam al-Mulk (fundador després de la dinastia nizamshàhida d'Ahmednagar), va exercir el poder efectiu. D'altra banda Imad al-Mulk va deixar al seu fill gran Shaykh Ala al-Din com a delegat seu a Berar i se'n va anar a la cort. Amb el suport de la reina mare, Nizam al-Mulk i Imad al-Mulk van dirigir tots els afers de govern fins que Mahmud Shah se'n va cansar i va decidir actuar després que un funcionari habshi fes un comentari fortuït. El sultà va ordenar la mort dels dos ministres però assabentats es van escapar. Imad al-Mulk va fugir a la seva província de Berar esperant el moment de venjar-se.
En una data vers 1485 es va considerar sobirà independent i va encunyar moneda pròpia; va fer llegir la khutba del divendres en el seu propi nom. Però no va agafar el títol de xa, bé per respecte a la casa reial bahmànida o per circumstàncies polítiques.
El seu govern no ha deixat cap construcció, obra d'art o llibre i les notícies del seu regnat són molt minses i quasi totes indirectes (per les cròniques d'altres sultanats veïns). El seu estat anava de les muntanyes Anjadri al nord fins al riu Godavari al sud i de Ahmednagar i Khandesh a l'oest a un punt indeterminat a l'est abans de Nagpur on ja tot era selva.
Va morir el 1510 i el va succeir el seu fill Ala al-Din Imad Shah.